# 閭山派
閭山派，又稱閭山道、閭山教、武教等，是在閩越巫文化的基礎上，宋元間於福建、浙江、江西、廣東等地區形成的一種民間道教流派，奉閭山九郎（許九郎，部分地區認為即許遜）為教主。

## 名稱
閭山派是南方道教中的一個群體性教派。狹義的閭山派是指地區的道派名稱，如龍巖閭山教、臺灣閭山教等；廣義的閭山教則不限一地或一種教派，它是各地與閭山法相關的諸多教派、教法的一種泛稱，包含如夫人教、王母教、法主公教、海清教、梨園教等。
「閭山」之名於南宋淳祐十一年(1251年)成書的《海瓊白真人語錄》中已出現：「留元長問曰：『巫法有之乎？其正邪莫之辨也。』答曰：『巫者之法，始於娑坦王，傳之盤古王，再傳于阿修羅王，復傳於維陀始王、長沙王、頭陀王、閭山九郎、蒙山七郎、横山十郎、趙侯三郎、张趙二郎，此後不知其幾。昔者，巫人之法有曰盤古法者，又有曰靈山法者，復有閭山法者，其實一巫法也。』」:113
「閭山」此詞意義不明，可能指實際存在的地理位置，或是道教中的神仙世界。首先，最先推定閭山地理位置的是白玉蟾，他在向弟子介紹「閭山九郎」時，說到閭山「山在閭州」。閭州南方有醫巫閭山，然而無其他證據表明醫巫閭山和閭山派有任何關聯。另外，閭山也可能指廬山。科儀中閭山衙稱「江州府閭山正堂」或「江州府閭山法院」；在江西、浙江的一些地方，其道壇亦稱閭山為廬山。故閭山與廬山可能為方言發音相似訛轉之故。
福建各地道壇所述的閭山則為存在於水底的仙境。福州地區有「沉閭山浮南臺」的說法，認為閭山原為一座山，被許遜的弟子以杵臼擊沉，或曰許遜不堪法門處於都市附近，而移地隱避。在福州，閭山因陳靖姑傳說的原因而有明確位置，《閩都別記》第二十二回「杞蓮能言書堂結縭，靖姑避婚閭山學法」中即有關於閭山的敘述。在福建西南部、東南部地區記載的閭山是在池中。如龍巖道壇科儀本中所述：「閭山原是一口池，池中天下千百里。水氣沖天太白兒，池中一枝長生不老樹，生得千枝並萬枝。」；但個別地方的道壇，福州傳說的影響也隱約存在，混雜沉海的說法。這些地區閭山多與水體有關，被代稱為「閭山水府」、「水國洞中」。在福建東北部、西北部以及在福建西南部的客家地區，閭山則是被險阻沉毛江分隔的仙境。葉明生〈道教閭山派之研究（一）閭山派的源流與形成〉說「所謂閭山，不是對教法源流的發祥地之指實，而是與這位法主許真君的水中斬蛟傳說有關，由於其法多施於水中，故成為閭山在水底的傳說基礎」。

## 起源
閭山派較接近於道教中「法教」和「道教」區分中的法教，:207-208，巫法的痕跡依然十分明顯。閭山派至少可以追溯至魏晉南北朝許遜巫法信仰，結合正一道符籙、瑜珈法教及福建女神陳靖姑的信仰，而成為流行於中國南方非常重要的民間道教法派。
閭山派所根源的許遜信仰，和閩越上古的蛇崇拜文化有關，蛇神信仰由崇蛇和斬蛇兩種對立方式構成。後世被奉為閭山教主九郎的許遜，及閭山派下的三奶派法神陳靖姑、法主公派法神張聖君都有斬蛇救民的傳說。閭山派的重要法器即有麻蛇，或稱法鞭、法索、獨角螣蛇大將軍。宋代也即有鞭麻蛇的儀式。閭山派的道壇神圖、科儀、咒訣都有與南蛇或稱南烏大蛇相關者。
閭山派起初被稱之為「閭山法」，至少在宋代之前已形成於閩、浙、贛之古越國舊地。閭山派憑藉陳靖姑信仰的擴大，而以福建為中心發展。陳靖姑信仰始於唐代，而興盛於宋。依地方志記載陳靖姑「生為女巫」、「世為巫顯」，具有濃厚巫法色彩。其教法又稱夫人教、王姥教，依地區有時可指稱閭山派下的一教派，又或是等同於閭山派。閭山派在宋時並不被視為道教，北宋天聖元年(1023年)宋仁宗下詔江南東西、荊湖南北、廣南東西、兩浙、福建路轉運司厲禁師巫，閭山派在內的江南巫術受到打擊，而積極道教化和佛教化。
《海瓊白真人語錄》記載：「巫法亦多竊太上之語，故彼法中多用太上咒語。最可笑者，昔人於巫法之符下草書太上在天。今之巫師，不知字義，却謂大王在玄。呵呵！」顯示閭山法和道教融合的過程，及閭山法在宋代時流傳之情狀。閭山道吸納當時在南方流行的道教清微派、靈寶派、天心正法、五靈道法，以及同樣以許真君為祖的淨明道，至今在閭山科儀中仍可見清微科、淨明道科、靈寶玄科見巫道合流的痕跡。
同時，至少在宋代時閭山派已經融合大量瑜珈教的教法。徐曉望則主張閭山派的巫法主要源自瑜伽教，後來才被納入道教當中。:5-10瑜珈教起源於佛教的降伏法，雜諸道法而成為流行於福建等地的民間信仰，以穢跡金剛、龍樹醫王、真武大帝等為教主。:72-73瑜伽法教又稱靈山教，後期科儀中出現「靈閭」並稱，象徵二者融合的現象。

## 發展
閭山派興起後擴展到浙南、贛南、粵東北甚至湘西等地區。閭山派也影響瑤族道教梅山派、閭梅派。明清以後，閭山派後期隨移民逐漸流行至東南亞。閭山派傳入臺灣最早紀錄，約於1590年時由漳州籍三奶教道士入臺南傳教。
修持閭山法者稱「法師」，以紅布條或黑布條纏頭，稱之為紅頭法師或黑頭法師。在臺灣為民間信仰主角，以驅邪、作法為業，然而因為道士多兼修道教、法教二門，逐漸混同。
馬來西亞清代以來客家傳承系統有自稱「正一天師閭山教」的說法；而源自漳泉的道士傳承亦多有自稱「正一天師道清微派閭山門下」。這些道士屬於閭山教宣稱師承臨水夫人法脈的大系統，合乎於臺灣常俗稱的「三奶派」，而卻罕見自稱「三奶派」。同時閭山派道士開始有「清微的法，閭山的術」、「用三清道祖的道理，召動閭山道術的兵馬」等說法。顯示馬來西亞近代閭山派道教化的趨勢。

## 神祇
- 許九郎：又稱「閭山九郎」、「廬山九郎」，被奉為閭山教主、閭山法主，部分地區認為即許遜。[8]傳說其鬭蛟斬蛇，為民除害，治水有功。
- 許七娘：又稱「法主仙妃」、「聖祖金仙」、「金華大仙」，閭山九郎第七女，唐末女道士。於福建莆田等部分地區較陳靖姑流行，並被奉為法主。
- 陳靖姑：又稱「臨水夫人」、「皇君夫人」、「順天聖母」等，奉為閭山教主。傳說其斬蛇平妖，祈雨流產而歿。與義妹林九娘、李三娘合稱「三奶夫人」，又稱「三王姥」，代表王姥法術的三種職能。[8]
- 陳守元：又稱「閭山陳法師」，五代閩國道士，《臨水平妖傳》將其附會為陳靖姑堂兄。
- 陳二相：又稱「陳二相公」，《三教源流搜神大全》載其與陳海青同為陳靖姑兄長。
- 張慈觀：又稱「張真君」、「張聖君」、「法主公」等。相傳其早年行瑜伽法，潛水殺蛇，所以其形象持劍披蛇。
- 徐甲：又稱徐甲真人。傳為老子的弟子之一[15]，乃老子用符咒作法，使其死而復生，收為僕人者。[13]是早期神仙信仰人物，中古之後在各地少有影響。[8]除《雲笈七籤》、《道教相承次第錄》、《神仙傳》等外，道教經典中少有提起。然而建陽閭山道壇中徐甲信仰卻有很重要的地位，甚至被推之為取代許遜的「閭山宗祖」，別稱「海清教」或「徐甲教」。徐甲教經由漳州流行至臺灣，然而其餘地區多數閭山道壇不信仰徐甲。[8]
- 張趙二郎：又稱「淮南術主」，是由漢代江南盛行的「淮南教」神仙信仰移植到閭山教中的一種文化現象，龍巖道壇仍保存「淮南符」、「淮南咒」、「淮南訣」。[8]
- 趙侯三郎：原型是東漢時代的方士趙炳，擅長以禁法療疾，被章安令殺害。[16]在瑶族道教中亦被稱為「南蛇法主」，相傳其法力高強，降伏南烏大蛇，解除蛇患。
- 張五郎，與梅山教的張五郎是同一個人物，但其稱號略有變化，而被稱為「海上翻壇張五郎」[8]、「五傷五郎」[17]。相傳其得太白星指點往閭山學罡法救妻。梅山教中的「五郎咒」與福建閭山道壇相同，有共同之源。[8]
- 田元帥：又稱「田都元帥」、「田公元帥」、「相公爺」，一說為田苟留，田洪義，田智彪三兄弟[18]，一說為雷海青。掌管「九天風火院」，梨園尤信奉之。
- 朱滿姑：又稱「尤溪法主」，相傳其授登刀梯之法，流行於福建東南部的漳州及粵東閭山道壇。
- 黄七公：號七翁，與子婿合稱「黃倖三仙師」，流行於福建西南部的客家地區上杭。傳說其赴閭山學法，後由陳靖姑助其除妖。[19]
- 涂賴二公：涂大郎與賴八郎，流行於福建西南部的客家地區，南宋長汀涂坊鎮涂、賴二氏開基祖先。傳說其赴閭山學法而回，擊敗當地吃人的社公淫祀。
- 五猖：即五方猖兵之統稱，屬於法師的陰兵，或稱鬼兵。[20]

## 流派
- 閭山正法：以奉閭山九郎為教主，與蒙山七郎、橫山十郎合稱三山，隨各地民俗而形成不同重點信仰對象之若干派系。
- 三奶教：又稱三奶派、皇君法教，起源於福州夫人教。法師作法之紅頭標幟，相傳象徵血色。為閭山派影響力最大者。[13]
- 法主公教：發祥於福建永春，傳至泉州、臺灣等地。以張慈觀為教主，亦奉許真君為法主。[13]法師作法之黑頭標幟，吸收大量瑜珈教靈山法科儀，被稱為瑜閭雙輪。[8]
- 徐甲教：流行於建陽、漳州、臺灣。以徐甲為教主，法師作法時赤腳，亦著紅頭標誌。教勢微弱。[13]
- 梨園教：流行於莆田傀儡戲班之間，以奉田元帥為祖師之教派。[21]
- 盤古法：奉盤古王為獵神，又名車山法，以打獵驅山為教法。[8]
- 瓊瑤教：流行於莆田及南洋，以忠門紫霄洞四仙及九鯉湖何氏九仙為教主。[22]